# 菊川リサ
菊川 リサ（きくかわ リサ、1998年1月17日 - ）は、日本のファッションモデル。イデア所属。

## 略歴
アメリカ合衆国ハワイ州出身。13歳の時に日本へ移住する。青山学院高等部卒業。
2012年7月、第17回新橋こいち祭ゆかた美人コンテストにて審査員特別賞を受賞。
2014年8月、第14回全日本国民的美少女コンテストでモデル部門賞を受賞したことをきっかけにオスカープロモーションに所属する。
2015年1月、ファッション誌『JJ』3月号に初登場。これがモデルデビューとなる。それから毎号出演を重ね、同年6月発売の『JJ』8月号で正式に専属モデルとなる。

## 人物
多趣味であり、ダンス、スケートボード、ギターなどを嗜む。また、特技としてバレエ、乗馬などを挙げている。
JJモデルの同期である近藤カコ（後のTBSアナウンサー近藤夏子）と仲が良い。

## 出演

### 雑誌
- JJ（2015年8月号 - 、光文社） - 専属モデル

### ランウェイ
ランウェイは便宜上、SPRING/SUMMER→S/S、AUTUMN/WINTER→A/Wとする。
- 東京ガールズコレクション 2015 A/W（2015年9月27日）
- 光文社70周年 kirari party（2015年10月31日・11月1日）
- 神戸コレクション 2016 S/S（2016年3月12日）
- 超十代 -ULTRA TEENS FES-（2016年3月29日）
- GirlsAward 2016 S/S（2016年4月9日）
- Ready for Lady 大人の春フェス on PREMIUM FRIDAY（2017年、JJモデルとして）

### スチール
- レミィ五反田ハロウィンパーティー
- ユニクロ「Today's pic up」

### 広告
- 日本コカ・コーラ「ファンタ UTコラボTシャツ」